# 日向大束站
日向大束站（日语：／ Hyūga-Ōtsuka eki */?）是位於宮崎縣串間市，九州旅客鐵道（JR九州）的日南線車站。本站雖然冠有舊令制國「日向」的前綴，但一直以來均未有其他日本車站曾以「大束」作為站名。

## 車站構造

### 站房
此站設有一座單層木製站房。

### 月台

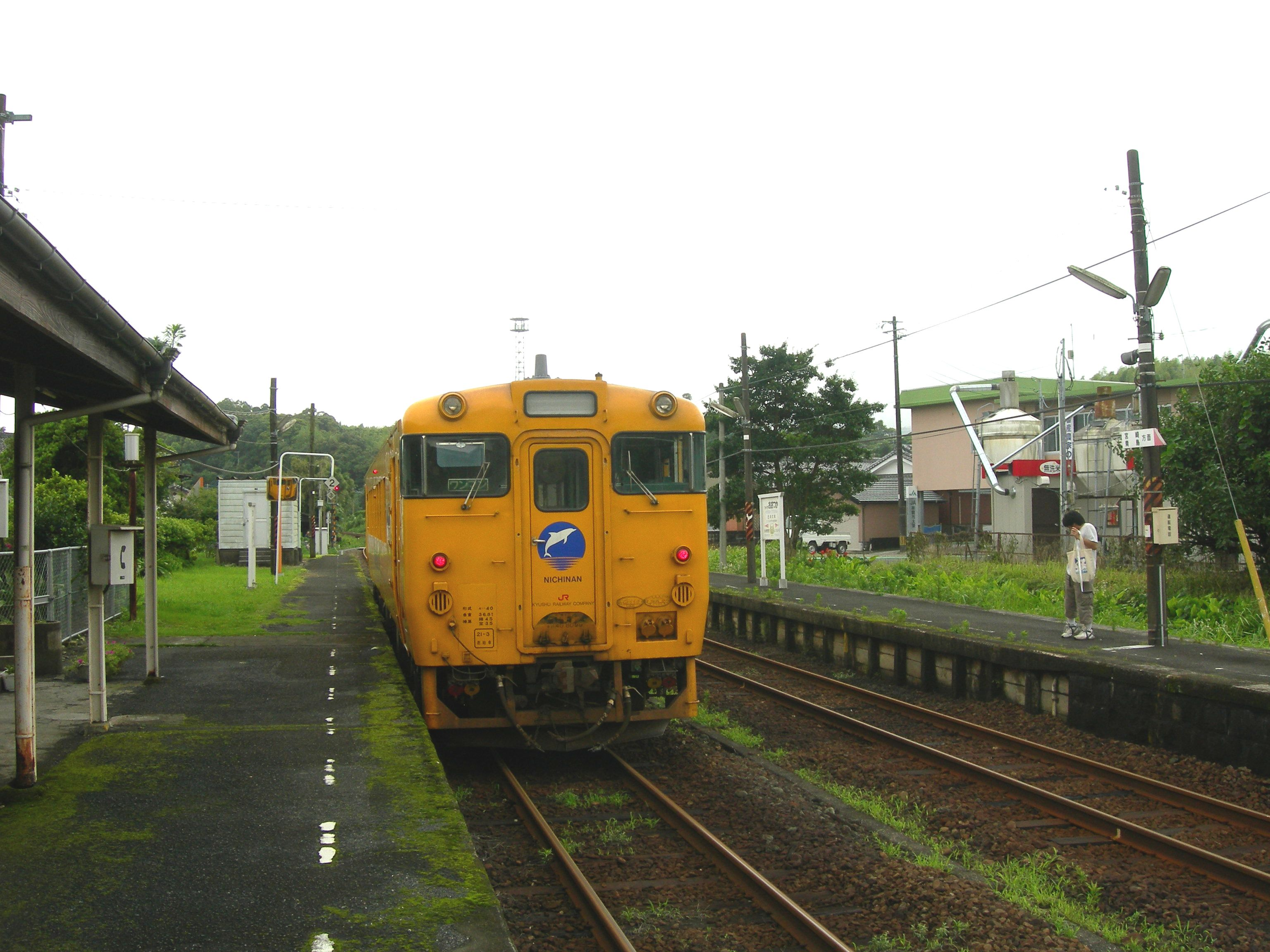
月台

設有2面2線的相對式月台。兩月台之間以站內平交道連接。在每天8班來回的班次中，其中3個班次會在本站交會。過往因與鄰站榎原站之間途經長斜度（最大25千分比）及較長的站距，因此曾經最長等待17分鐘以進行列車交會。但在2025年度的時間表下，現時已不再存在過長候車交會的情況，最長的一班亦只是下行的尾班車，在本站等候5分鐘讓最後一班上行列車到達而已。
| 月台             | 路線    | 上下行 | 方向                   |
| ---------------- | ------- | ------ | ---------------------- |
| 東邊（站房一方） | ■日南線 | 下行   | 志布志方向             |
| 西邊             | ■日南線 | 上行   | 油津、南宮崎、宮崎方向 |

## 歷史
- 1935年4月15日：志布志線志布志至榎原之間開通，此站啟用[2]。
- 1961年4月1日：停止貨務提取服務[3]。
- 1963年5月8日：日南線 南宮崎站至北鄉站之間開業，志布志線部分路段編入至日南線。
- 1985年3月14日：停止手提行李提取服務[3]。
- 1987年4月1日：隨國鐵分割民營化，車站由九州旅客鐵道（JR九州）營運[1][4][5]。
- 2022年4月1日：隨九州旅客鐵道宮崎支社（日语：九州旅客鉄道宮崎支社）成立，從鹿兒島支社轉移[6]。
- 2024年：

- 10月22日：受豪雨影響，志布志～南鄉間的服務暫停，改由代行巴士行走。
- 12月2日：路線重開。

## 使用狀況
隨JR九州自2016年度起只公佈首300位車的使用人數，本站因未能打入首300位而沒有實際的使用人數量，而日均使用量也遠遠不足100人，所以亦未能列入排行榜後方的附錄表內。
以下為近年的乘車人次列表。
| 年度 | 1日平均 乘車人次 | 出處       |
| ---- | ---------------- | ---------- |
| 2002 | 43               |            |
| 2003 | 49               |            |
| 2004 | 42               |            |
| 2005 | 33               |            |
| 2006 | 39               |            |
| 2007 | 33               |            |
| 2008 | 39               |            |
| 2009 | 42               |            |
| 2010 | 31               |            |
| 2011 | 25               |            |
| 2012 | 26               |            |
| 2013 | 27               |            |
| 2014 | 26               |            |
| 2015 | 24               |            |
| 2016 | <100             | [ 統計 2 ] |
| 2017 | <100             | [ 統計 3 ] |
| 2018 | <100             | [ 統計 4 ] |
| 2019 | <100             | [ 統計 5 ] |
| 2020 | <100             | [ 統計 6 ] |
| 2021 | <100             | [ 統計 7 ] |
| 2022 | <100             | [ 統計 8 ] |
| 2023 | <100             | [ 統計 9 ] |

## 相鄰車站
九州旅客鐵道（JR九州）
■日南線
■快速「日南Marine號」、■普通
榎原－日向大束－日向北方

### 統計資料
1. ↑  宮崎縣統計年鑑
2. ↑   (PDF). 九州旅客鉄道.   [2020-08-31]. （原始内容 (PDF)存档于2017-08-01） （日语）.
3. ↑   (PDF). 九州旅客鉄道.   [2020-08-25]. （原始内容 (PDF)存档于2019-07-06） （日语）. （页面存档备份，存于）
4. ↑   (PDF). 九州旅客鉄道.   [2020-08-25]. （原始内容 (PDF)存档于2020-03-15） （日语）. （页面存档备份，存于）
5. ↑   (PDF). 九州旅客鉄道.   [2020-08-25]. （原始内容 (PDF)存档于2020-08-24） （日语）. （页面存档备份，存于）
6. ↑   (PDF). 九州旅客鉄道.   [2021-08-25]. （原始内容 (PDF)存档于2021-08-24） （日语）.
7. ↑   (PDF). 九州旅客鉄道.   [2022-08-26]. （原始内容 (PDF)存档于2022-08-26） （日语）.
8. ↑   (PDF).   [2023-10-24]. （原始内容存档 (PDF)于2023-09-06）.
9. ↑  
駅別乗車人員上位300駅（2023年度） （页面存档备份，存于），JR九州。

## 外部連結
- JR九州日向大束站 （页面存档备份，存于）